# عواطف (مسلسل)
مسلسل عواطف، مسلسل اجتماعي من بطولة حياة الفهد، وعبد الرحمن العقل، ومنى شداد، ومرام.

## القصة
بعد وفاة الام والاب وصا الاب ابنته عواطف ان تربي اخوانها وكبروا فالبنت الصغيرة عاشت قصة حب مع واحد من الشباب في الجامعة فالنهاية كذب عليها ودخل السجن والابن الأكبر بعد عواطف يتزوج من أمريكية وله ابن وولد وكان الاب يحب رئيسة شركته فتزوجها بالسر وا النهاية دخل السجن في أمريكا والابن الذي يحب اخته وهو صادق الدبيس الذي يعيش في بيت زوجته وهو وزوجته لا ينجبون أطفال فالأخير تسرقه زوجته ويطلقها وقبل الاحداث 
وجارتهم التي تحب عواطف والابن الأكبر يحب صديقة مرام اخت عواطف الصغرى والابن الأصغر الذي سيتزوج مرام

## الاحداث
سكنوا الاخوان هم وزوجاتهم في بيت عواطف لفترة محدودة وعواطف ستتاذى منهم ولكن يفكرون الاخوان ببيع البيت فخرجت عواطف من البيت بعد ما سمعتهم يتكلمون عنها بالكذب والسحر وسكنت عند جارتها لفترة محدودة ثم خرجت شقة لنفسها واشتروا لها خادمة في يوم وهي تصلي طاحت فذهبت الخادمة إلى الجيران وخبرتهم وبعدها الفنان علي البريكي حب عواطف وتزوجها وبعد كل الاحداث عاشت هي واخوانها مع بعض ولكن جارتها توفت وهي عندها مفاجاة لا يدري عنها الا أولادها وزوج عواطف وهي ان جارتها قبل أن تتوفى كانت هي التي شرت البيت وسجلته باسمها.

## وصلات خارجية
0مقدمة المسلسل على يوتيوب